# Internationale Friedensfahrt 2004
Die 57. Internationale Friedensfahrt (Course de la paix) war ein Straßenradrennen, das vom 8. bis 16. Mai 2004 ausgetragen wurde.
Die 57. Auflage der Internationalen Friedensfahrt bestand aus 9 Einzeletappen und führte auf einer Gesamtlänge von 1580 km von Brüssel über Hannover und Wrocław nach Prag. Es war die bisher letzte Friedensfahrt, die Etappenorte in allen drei klassischen Friedensfahrtländern Tschechien, Polen und Deutschland hatte (1991 gab es keine Etappenorte in Deutschland).
Der Italiener Michele Scarponi vom Team Domina Vacance gewann die Rundfahrt vor dem Polen Sławomir Kohut und dem Schweizer Roger Beuchat. Mannschaftssieger war das deutsche T-Mobile Team. Der beste Bergfahrer war der Pole Seweryn Kohut aus der Mannschaft Hoop CCC-Polsat. Insgesamt waren 133 Fahrer am Start, wobei bis zu 8 Fahrer pro Team waren erlaubt waren. Das Team Formaggi Pinzolo Fiavè startete aber mit nur 7 Fahrern und das Team Alessio-Bianchi mit lediglich 6 Fahrern.

## Teilnehmende Teams
| Teams                                         | Teams                                   |
| --------------------------------------------- | --------------------------------------- |
| T-Mobile Team ( Deutschland)                  | Saeco ( Italien)                        |
| Vini Caldirola-Nobili Rubinetterie ( Italien) | Mr. Bookmaker.com-Palmans ( Belgien)    |
| Alessio-Bianchi ( Italien)                    | Formaggi Pinzolo Fiavè ( Italien)       |
| Knauf-Mikomax ( Polen)                        | Ed’ System ZVVZ ( Tschechien)           |
| PSK Whirlpool ( Tschechien)                   | Domina Vacance ( Italien)               |
| Team Wiesenhof ( Deutschland)                 | Acqua & Sapone-Caffe Mokambo ( Italien) |
| Miche ( Italien)                              | Action-ATI ( Polen)                     |
| Hoop CCC-Polsat ( Polen)                      | Legia Bazyliszek-Sopro ( Polen)         |
| ELK Haus Radteam Sportunion ( Österreich)     |                                         |

## Ergebnisse
| Ergebnis | Ergebnis         | Ergebnis      | Ergebnis                              | Ergebnis |
| -------- | ---------------- | ------------- | ------------------------------------- | -------- |
| Erster   | Michele Scarponi | ø 40,3 km/std | Domina Vacance ()                     |          |
| Zweiter  | Sławomir Kohut   |               | Hoop CCC-Polsat ()                    |          |
| Dritter  | Roger Beuchat    |               | Vini Caldirola-Nobili Rubinetterie () |          |

| Etappe     | Start – Ziel                     | Etappensieger                      | Etappen- länge | Fahrzeit |
| ---------- | -------------------------------- | ---------------------------------- | -------------- | -------- |
| 01. Etappe | Rund um Brüssel                  | Lars Wackernagel (Team W. )        | 143 km         | 3:07:02  |
| 02. Etappe | Rund um Hannover                 | Denis Bertolini (A&S/C.M. )        | 133 km         | 3:03:16  |
| 03. Etappe | Hemmingen – Halberstadt          | Sebastian Siedler (Team W.)        | 144 km         | 3:11:26  |
| 04. Etappe | Lutherstadt Eisleben – Beierfeld | Michele Scarponi (Domina Vacanze ) | 207 km         | 5:15:35  |
| 05. Etappe | Görlitz – Wrocław                | Martin Hvastija (Alessio-Bianchi ) | 193 km         | 4:08:50  |
| 06. Etappe | Szczawno Zdrój – Jelenia Góra    | Sławomir Kohut (Hoop CCC P. )      | 188 km         | 5:06:12  |
| 07. Etappe | Szklarska Poręba – Teplice       | Erik Zabel (Team T-Mobile )        | 203 km         | 5:26:42  |
| 08. Etappe | Bílina – Karlovy Vary            | David Loosli (Saeco )              | 185 km         | 4:46:31  |
| 09. Etappe | Karlovy Vary – Prag              | Erik Zabel (Team T-Mobile )        | 184 km         | 5:08:47  |